# Parigi-Camembert 1938
La Parigi-Camembert 1938, quinta edizione della corsa, si svolse il 19 aprile 1938. Fu vinta dal francese Jean-Marie Goasmat.

## Ordine d'arrivo (Top 10)
| Pos. | Corridore           | Squadra               | Tempo |
| ---- | ------------------- | --------------------- | ----- |
| 1    | Jean-Marie Goasmat  | Helyett               |       |
| 2    | Raymond Louviot     | Mercier-Hutchinson    |       |
| 3    | Roger Pieteraerents | -                     |       |
| 4    | Jean Fontenay       | Dei                   |       |
| 5    | Robert Godard       | Michard-Wolber        |       |
| 6    | Antoon van Schendel | France Sport-Dunlop   |       |
| 7    | Guy Lapébie         | R. Lapébie-Hutchinson |       |
| 8    | Lucien Lauk         | Mercier-Hutchinson    |       |
| 9    | Dante Franzil       | Mercier-Hutchinson    |       |
| 10   | Léon Level          | Helyett               |       |